# 井上伊之助

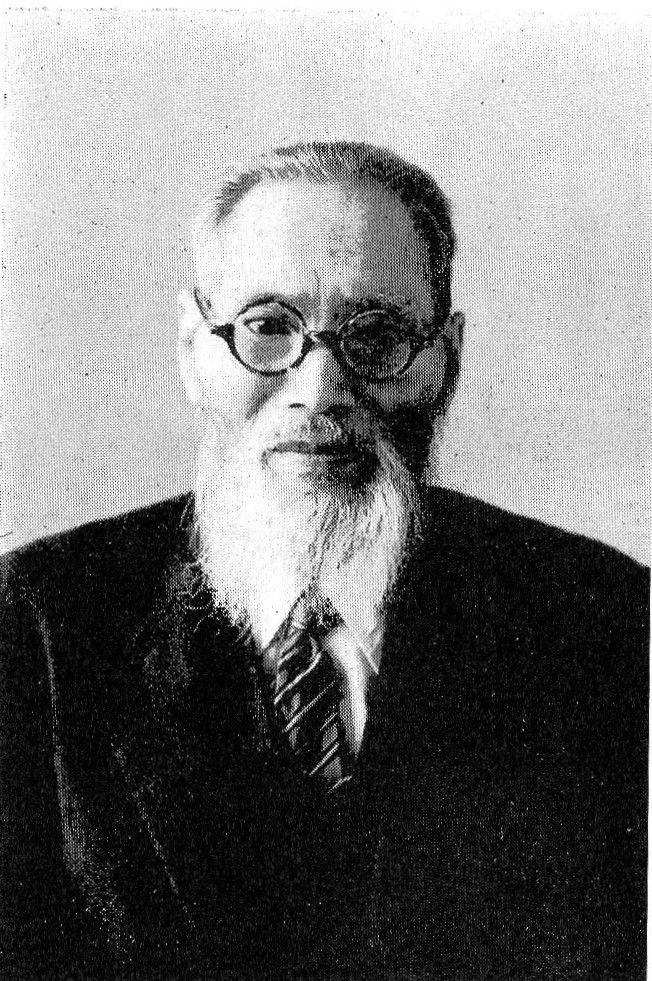
台湾で活躍した宣教師井上伊之助

井上 伊之助（いのうえ いのすけ、1882年（明治15年）9月2日 - 1966年（昭和41年）6月20日）は、日本出身の台湾宣教師である。

## 生涯
1882年(明治15年)、高知県幡多郡川崎村（現・四万十市）に生まれた。小学校は高等科で終了し、病院や村役場に事務員として勤務した。1900年に立身出世を願い、上京して昼間は郵便局に勤め、夜は大成学館で勉強に励んだ。この頃、メソジストの本郷教会に通い、内村鑑三の著作を読んで求道した。1903年より、中田重治の指導する神田の中央福音伝道館に通い、1903年6月中田より洗礼を受けた。1905年9月に東洋宣教会の聖書学院に入学し、聖書学院校長の笹尾鉄三郎より薫陶を受ける。1906年7月、聖書学院の2年次に父が台湾東部、花蓮県の山中で樟脳製造の作業中に、台湾原住民のタロコ族に襲撃を受けて殺害された（ウイリー事件）。
1907年、井上は聖書学院を卒業すると、ヘフジバ・ミッションという宣教団体に入り千葉県佐倉市で伝道した。佐倉時代に内村鑑三の講演会に出席し、内村から信仰の指導を受けた。その後、小野千代と結婚した。
1909年の夏、銚子の犬吠埼の海浜で徹夜祈祷をしていると、「台湾原住民へ伝道」の召命を受けた。佐倉の伝道師を辞職して、中田重治の紹介で、伊豆の下田で開業していた諏訪医師の下で8ヶ月医術を学び、宣教師の備えをした。
1911年10月、日本伝道隊のパゼット・ウィルクスの支援により、単身で台湾宣教に赴いた。台湾の基隆に到着して、タイヤル族への伝道を始めた。台湾総督府より蕃地事務を委嘱されて、カラパイ蕃陣診療所に勤務した6年間医療活動を行った。
帰国中、5年間の療養生活を経て日本聖公会に加入し、約三年半種子島で伝道した。1922年に2度目に台湾に渡った。
1930年に台北で現地開業医試験に合格して資格を取り、本格的な医療伝道に乗り出した。10月27日に霧社事件が起こった。1931年にバイバラ社の嘱託医になり、川中島に強制移住させられた霧社事件の関係者を心をこめて診療した。
1932年から1936年まで、標高1800ｍのマレッパ社で公医として勤務した。ブヌン族の診療に当たった。
1941年4月内湖から、台北の仁済病院に移り、勤務した。1944年には仁済病院を辞して、台北郊外の松山にある総督府立の養神院(精神科)に移った。
日本敗戦後の1947年、帰国命令を受け5月3日に基隆を出発して日本に帰国した。帰国後、台湾原住民にリバイバルが起こった。
帰国後は、静岡県の清水に居住し、東海大学で保健衛生の教鞭を執った。その傍ら、台湾原住民族について講演活動や出版活動をした。1966年神戸で84歳で死去した。